# Cheng Han
Cheng Han (chinesisch 成漢 / 成汉, Pinyin Chéng Hàn) war einer der zahlreichen chinesischen Kleinstaaten während der Periode der Sechzehn Reiche. Er wurde im Jahre 306 von Li Xiong (李雄) gegründet und im Jahre 347 von einem General der Östlichen Jin-Dynastie vernichtet. Sein Territorium befand sich hauptsächlich in der heutigen chinesischen Provinz Sichuan, die Hauptstadt war Chengdu, in seiner größten Ausdehnung umfasste er auch Gebiete im heutigen Yunnan und Guizhou.

## Hintergrund
Die Führungsschicht in Cheng-Han bestand aus zwei Gruppen sehr unterschiedlicher Herkunft. Die erste Gruppe (inklusive der späteren Kaiserfamilie) bestand aus Einwanderern aus dem chinesischen Kernland (heutige Provinzen Shaanxi, Shanxi und Hunan). Sie waren vor den Unruhen am Ende der Westlichen Jin nach Sichuan geflohen. Die zweite Gruppe bestand aus lokalen Großfamilien, die in Sichuan ansässig waren und dort traditionell Einfluss und Ansehen besaßen.
Die Ursache der Unruhe, an deren Ende sich die Region für selbstständig erklärte, waren die Bemühungen der lokalen Beamten, die Spannungen zwischen den Einwanderern und den Ansässigen zu lösen, indem sie eine Frist setzten, bis zu der die Flüchtlinge in ihre Heimat zurückkehren mussten, oder sie würden zwangsdeportiert. Da die Lage in Zentralchina sich nicht gebessert hatte – die Zentralregierung war immer noch von Wirren geplagt und so schwach wie eh und je – war es selbstverständlich, dass eine Zwangsdeportation von den Flüchtlingen als Todesurteil angesehen wurde. 301 rebellierten sie unter der Führung von Li Te (李特) gegen die Maßnahme. Die Rebellion war eine Verzweiflungstat, die zunächst wenig Aussicht auf Erfolg hatte. Li Te starb in einer Schlacht gegen eine Armee aus regulären Jin-Soldaten und paramilitärischen Verbänden der lokalen Grundbesitzer. Sein Bruder und Nachfolger Li Liu (李流) starb kurz darauf an einer Krankheit.
303 eroberten die Aufständischen die Provinzhauptstadt Chengdu. Im Jahr darauf rief sich Li Xiong zum König von Chengdu aus. Zwei Jahre später rief er sich dann zum Kaiser von Cheng aus. 338 wurde Li Shou (李寿), ein Enkel von Li Te, der neue Führer und änderte den Namen des Staates von Cheng auf Han (weswegen die gesamte Dynastie Cheng-Han genannt wird). 347 begann Huan Wen (桓温) ein General der östlichen Jin-Dynastie einen Eroberungsfeldzug gegen Cheng-Han. Sichuan galt von jeher wegen seines gebirgigen Geländes als schwer einzunehmen. Letztlich kam er bis zur Chengdu. Die Jin-Soldaten konnten das Tor der Stadt besetzen und so in die Stadt einmarschieren. Der letzte Cheng-Han-Kaiser flüchtete und kapitulierte.

## Kaiser der Cheng-Han
| Ehrenname         | Name            | Tempelname         | Regierungszeit | Anmerkungen |
| ----------------- | --------------- | ------------------ | -------------- | --- |
| Wu (武帝)         | Li Xiong (李雄) | Ahne Tai (太宗)    | 304–334        | 304 rief sich Li Xiong zum König von Chengdu aus. Ab November 306 nannte er sich Kaiser. |
| Ai (哀帝)         | Li Ban (李班)   |                    | 334            | Älterer Bruder von Li Xiong, wurde von Li Qi getötet, war weniger als ein halbes Jahr auf dem Thron. |
|                   | Li Qi (李期)    |                    | 334–338        | Sohn von Li Xiong, tötete Li Ban und setzte sich selbst als Kaiser ein. Wurde von Li Shou abgesetzt und zum Herzog degradiert, wenig später ermordet. |
| Zhao Wen (昭文帝) | Li Shou (李寿)  | Ahnen Zhong (中宗) | 338–343        | Li Shou war ein Cousin von Li Qi. Nach Li Qis Thronbesteigung wurde er zum König von Han ernannt. Er nutzte die Isolation von Li Qi aus, die Li Qi selbst durch seine Schreckensherrschaft erzeugt hatte und setzte Li Qi ab. Er änderte den Namen des Staates in Han. |
|                   | Li Shi (李势)   |                    | 343–347        | Nach kurzem Widerstand musste Li Shi 347 gegenüber den östlichen Jin kapitulieren. Er wurde zur Hauptstadt der Jin nach Nanjing gebracht und starb dort im Jahre 361                                                                                                   |
| 1. 2. 3.          |                 |                    |                | |